# پنجاب (آمل)
پنجاب، روستایی است از توابع بخش لاریجان شهرستان آمل در دهستان نمارستاق.

## جمعیت
این روستا در دهستان نمارستاق قرار داشته و براساس آخرین سرشماری مرکز آمار ایران که در سال ۱۳۸۵ صورت گرفته، جمعیت آن ۲۰۵ نفر (۶۴خانوار) بوده‌است.

## جاذبه‌های تاریخی و طبیعی
- - امامزاده باباشجاع الدین
  - مسجد جامع پنجاب
  - آثار باستانی کافرکلی
  - منطقه زیبای تیله شو
  - منطقه زیبای لسی وآبشار لسی
  - منطقه زیبای دیا